# サロンタ
サロンタ（ルーマニア語: Salonta）は、ルーマニアのトランシルヴァニア地方、ビホル県のハンガリー国境近くに位置する都市、および基礎自治体。ハンガリー名はナジサロンタ (Nagyszalonta)、ドイツ名はクロスザロンタ (Grosssalontha) である。

## 人口動静
2002年の国勢調査によると、サロンタ市の人口は1万8074人で、ハンガリー人が57.2%を、ルーマニア人が40.2%を、ロマが2.1%を、その他が0.5%を占める。宗派別では51.12%が改革派（カルヴァン主義）、36.46%がルーマニア正教会、6.56%がローマ・カトリック、残りの5.86%がバプテスト教会、ペンテコステ派などを信仰している。

## 歴史
1214年にZolontaの名で初めて歴史上に登場した。1332年のカトリック教会の文書にはZalantaと表記されている。1587年からはハンガリー語でSzalontaと表記された。
16世紀まではトルディ家の所領にある人口300人ほどの小村に過ぎなかった。クリセール砦に大きな町があったが、1598年にトルコ軍によって滅ぼされると復興されることはなく、代わってサロンタが地域の中核となった。1606年にはトランシルヴァニア公ボチュカイ・イシュトヴァーンが兵士300人を入植させ、彼らに土地を配分した。彼らは各々の農場を持ったが、一方でトルコ軍を撃退する役目も担っていた。兵士たちが入植した6月3日は「街の日」とされている。だがトルコ軍には1660年に街を攻略され、以後1692年までヴァラト州サランタ県の中心地となった。
19世紀の著名なハンガリー人詩人、アラニ・ヤーノシュはサロンタでその生涯を送り、作家のラヨシュ・ジラヒは1891年3月27日にサロンタで生まれた。
1920年のトリアノン条約で、トランシルヴァニア地方としてルーマニア領となった。第二次世界大戦中の1940年から1944年にかけてはハンガリーに占領された。

## 地理・気候
湿潤大陸性気候に属し、夏は暑い。冬は寒いが、降雪は少なく、年間の平均降水量は578mmである。1月の平均気温は-2.4℃、7月は20.7℃。アプセニ山地西側の平原部、標高91mから99m地点に位置する。

## 経済
1970年代から生産されているサラーム・デ・サロンタソーセージで全国的に知られる。共産主義体制下で建てられた国営工場の多くは革命後破産したが、2000年以降は繊維業の中小企業や組み立て工場を中心に外国からの直接投資が急増している。
2008年には多国籍企業のInteva Products LLCが国内初、中東欧で5箇所目となる工場を建設・稼動させた。ケーブルやラッチなどの自動車部品を製造している。

## 行政
サロンタ基礎自治体の議会は定数17で、2008年の選挙をうけた会派別議席数は次の通りである。
| 政党名               | 2004年の議席数 | 2008年の議席数 |
| -------------------- | -------------- | -------------- |
| ハンガリー人民主同盟 | 12             | 13             |
| 国民自由党           | 2              | 2              |
| 民主自由党           | 2              | 2              |
| 社会民主党           | 1              | 0              |

## ギャラリー

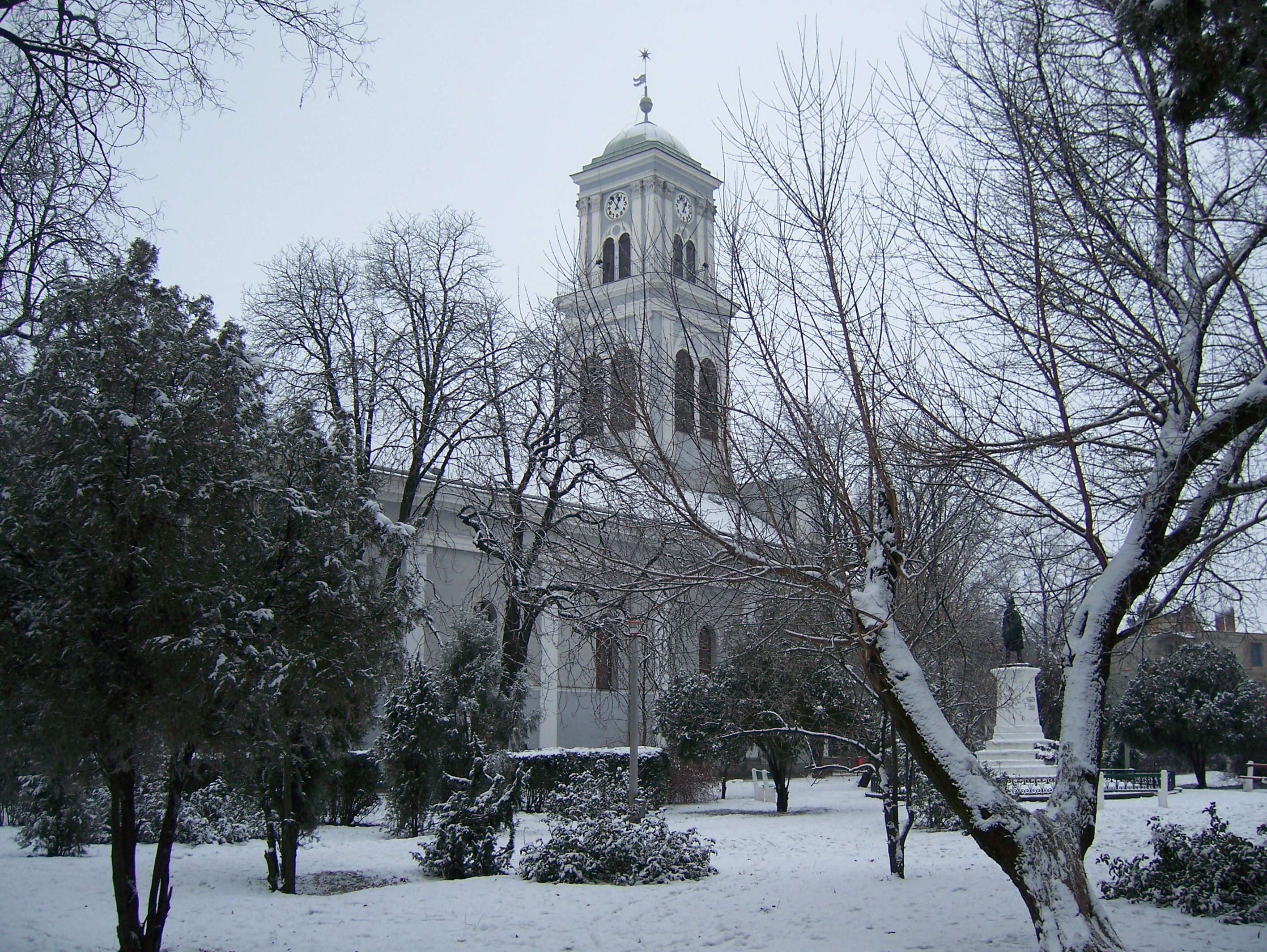
改革派の教会
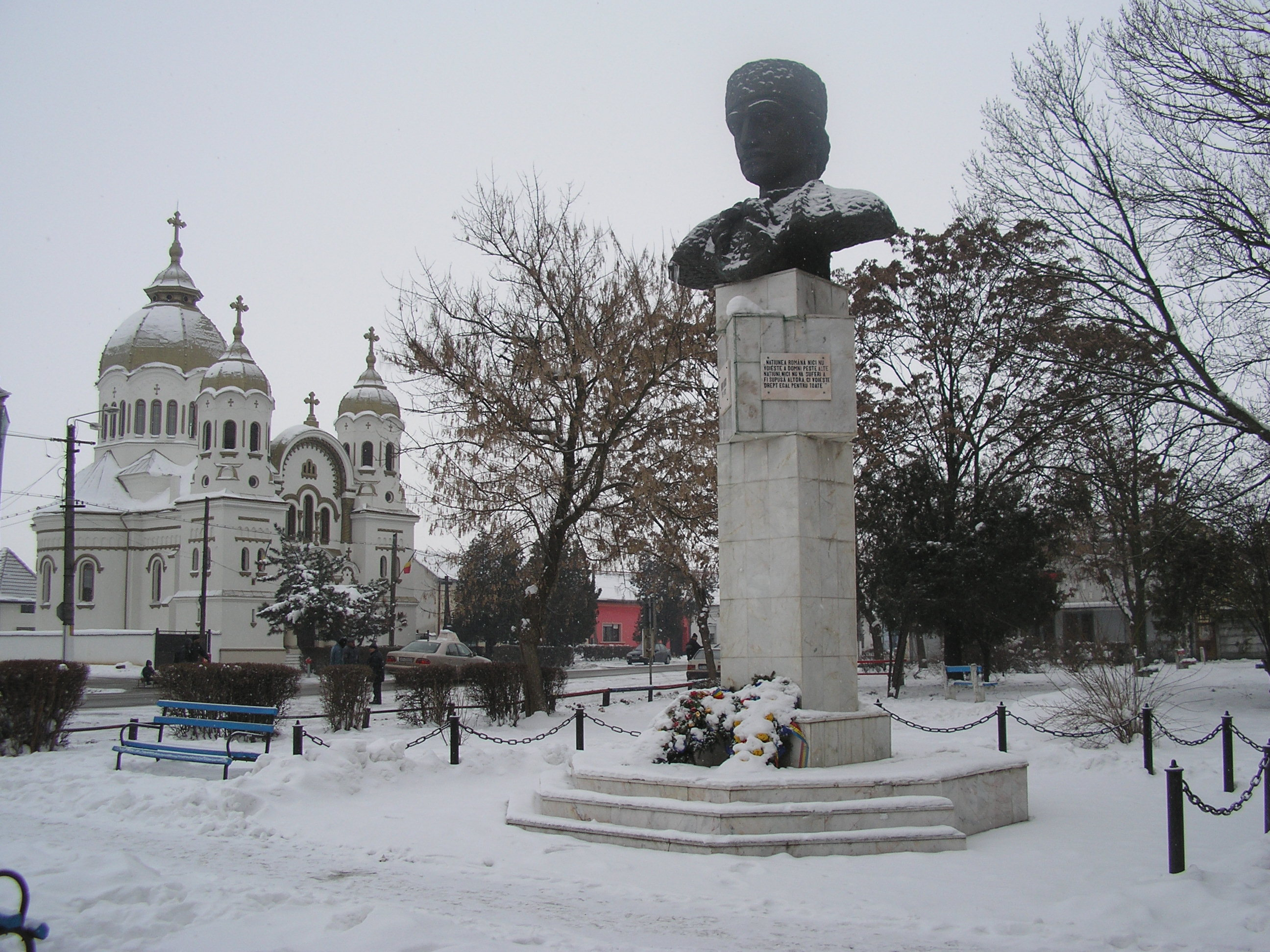
正教会の教会
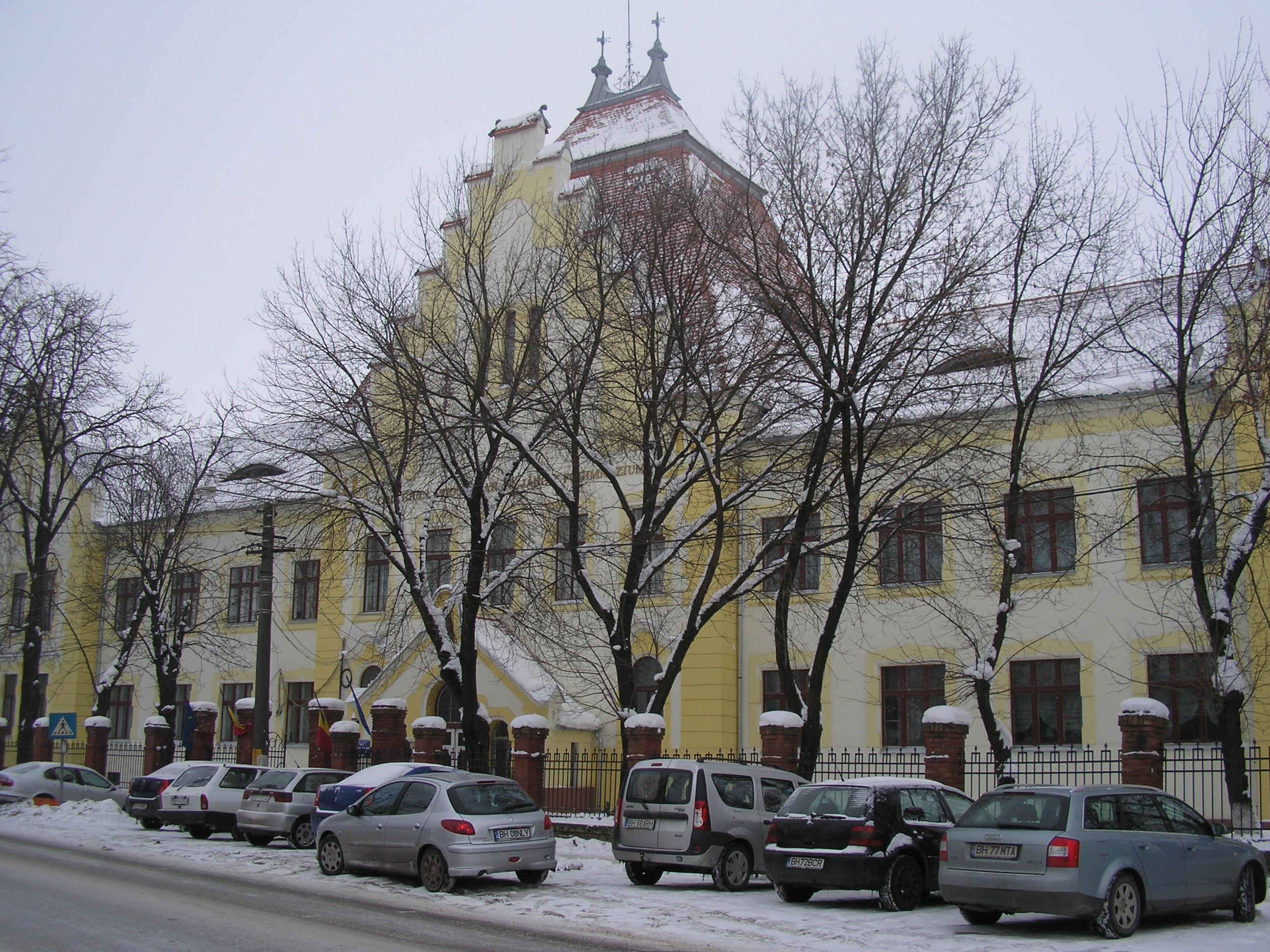
アラニー・ヤノーシュ高校
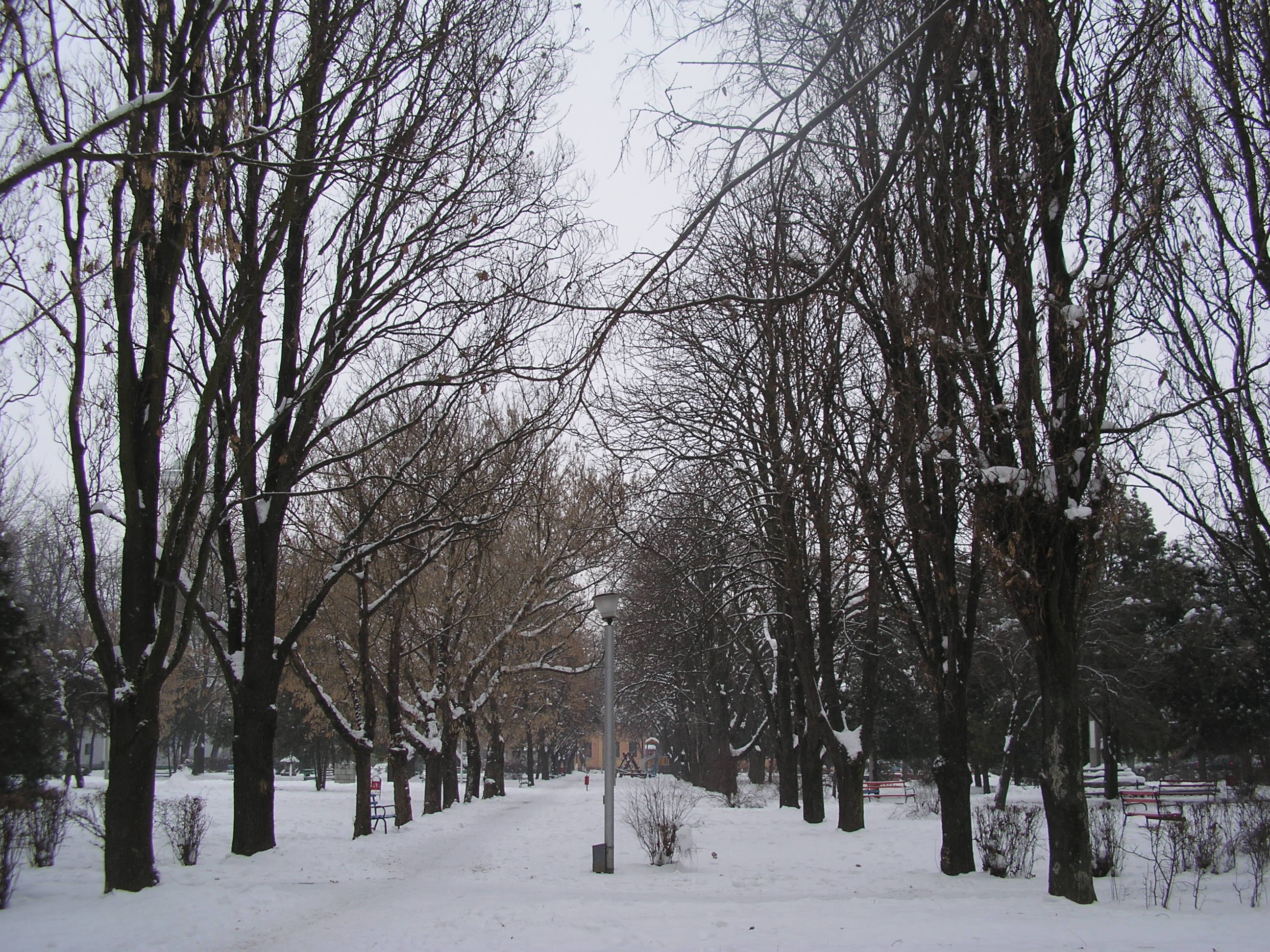
中央講演
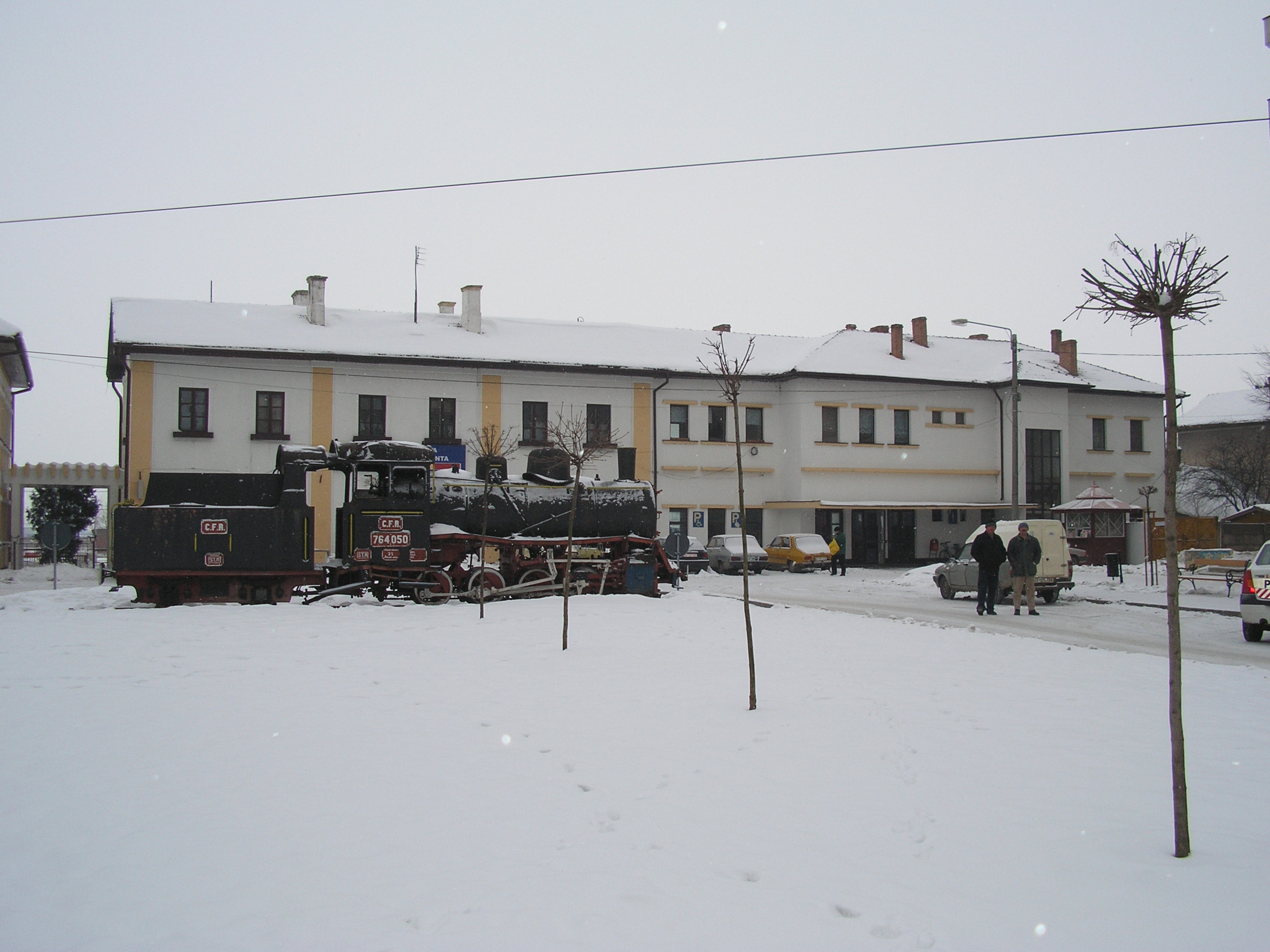
機関車のモニュメントと駅
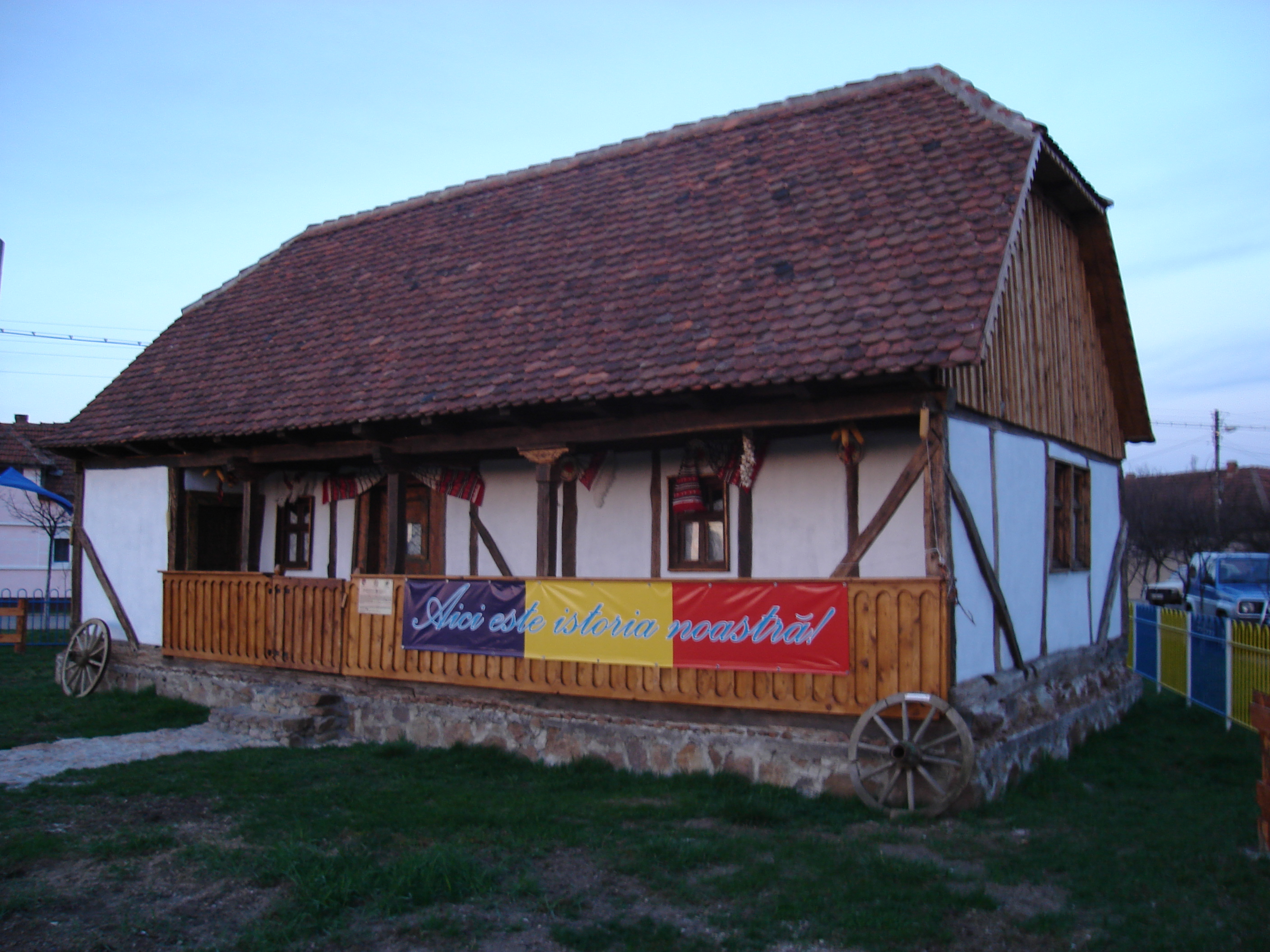
小作博物館
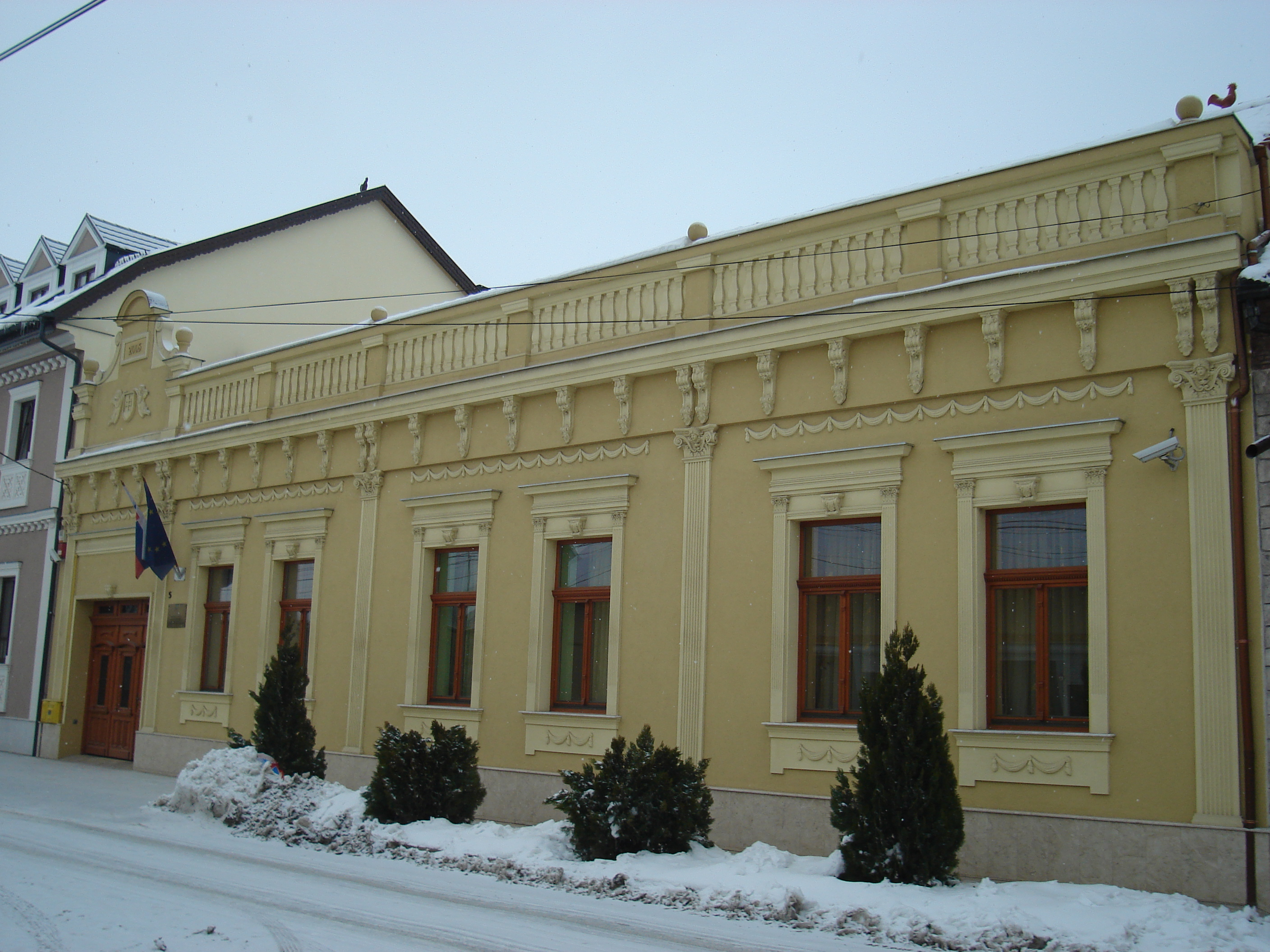
スロバキア領事館

## 姉妹都市
- チェペル（ハンガリー）
- ハイドゥーベセルメーニ（ハンガリー）
- ナジケーレシュ（ハンガリー）
- リマフスカー・ソボタ（スロバキア）
- サルカド（ハンガリー）
- トゥールケヴェ（ハンガリー）
- デレチケ（ハンガリー）